# Ulica Wąwozowa w Warszawie
Ulica Wąwozowa – ulica w warszawskiej dzielnicy Ursynów.

## Historia i nazwa
Ulica biegnie w warszawskiej dzielnicy Ursynów od skrzyżowania z ulicami Jana Rosoła i Relaksową do skrzyżowania z ulicami Stryjeńskich i Rybałtów, gdzie przechodzi w Wełnianą. Na całej długości ma status drogi powiatowej (nr 5604W). Ulica wybudowana jest w ciągu wschód–zachód.
Nazwa ulicy pochodzi od wąwozu. Nazwa została nadana w 1978 roku decyzją Rady Narodowej m.st. Warszawy.
Sama ulica istnieje już od początku lat 80. XX wieku (brak jej na mapie z roku 1979, istnieje natomiast na mapach z 1982 roku), jednak nawierzchnię asfaltową uzyskała dopiero w latach 1995–1996, po intensywnej rozbudowie osiedla Kabaty. Nazwa pochodzi prawdopodobnie od licznych wąwozów przecinających niedaleką, prostopadłą do ulicy skarpę warszawską.

## Przebieg
Ulica krzyżuje się z kilkoma uliczkami osiedlowymi; do głównych należą ul. Mielczarskiego, Jerzego Zaruby i Wańkowicza. Mniej więcej w połowie swej długości ul. Wąwozowa posiada skrzyżowanie z Aleją KEN, przy którym wybudowano sygnalizację świetlną i wyjścia ze stacji metra Kabaty. Druga sygnalizacja znajduje się, od 2014 roku, na skrzyżowaniu z ulicami Bronikowskiego i Zaruby.
Łączna długość ulicy wynosi około 1400 metrów. W przeważającej części jest to ulica jednopasmowa. Jest jedną z głównych ulic Kabat.

## Ważniejsze obiekty
- Stacja metra Kabaty
- Osiedle Kabaty